# Onur Anıtı

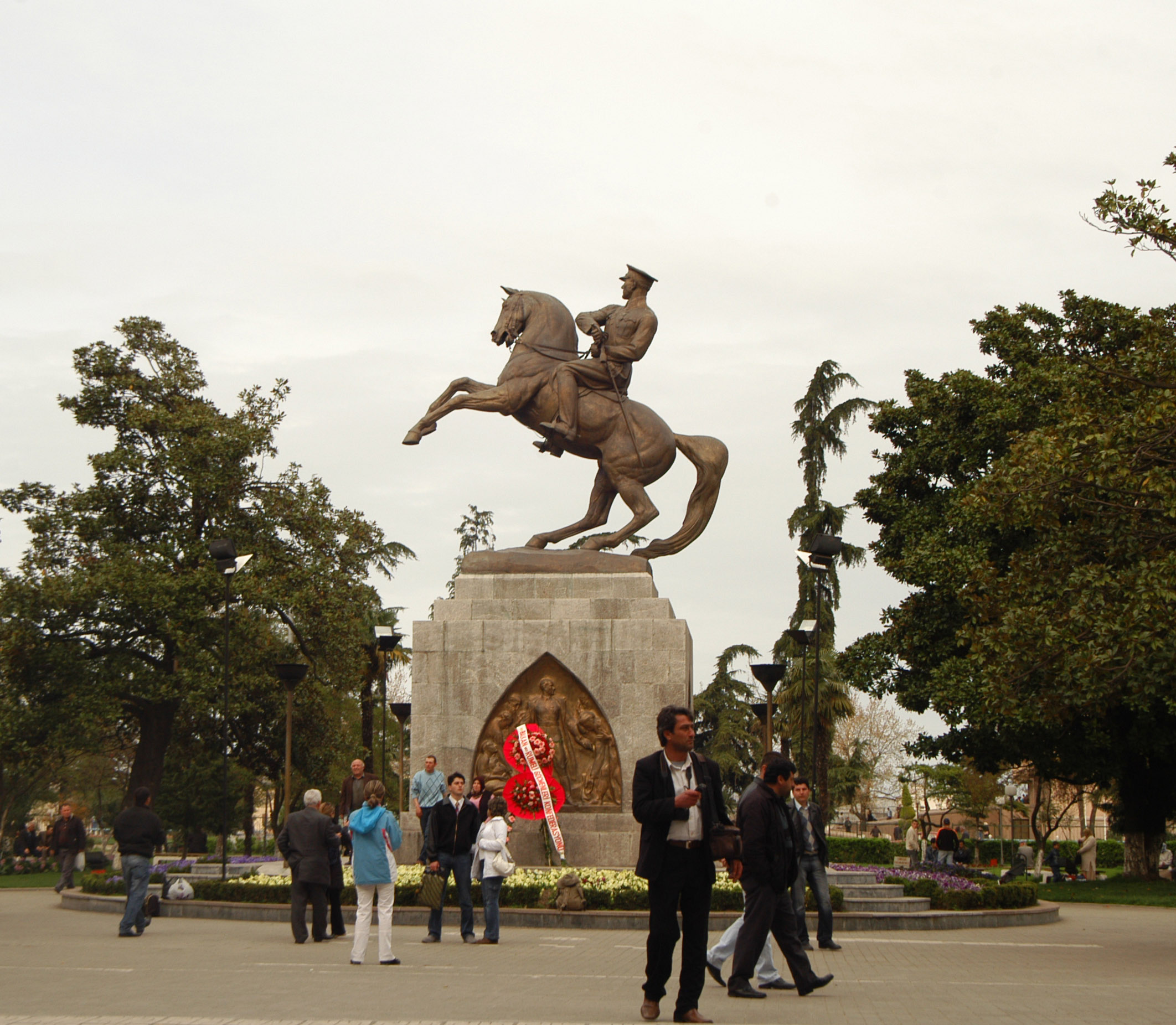
Das Ehrendenkmal 2006

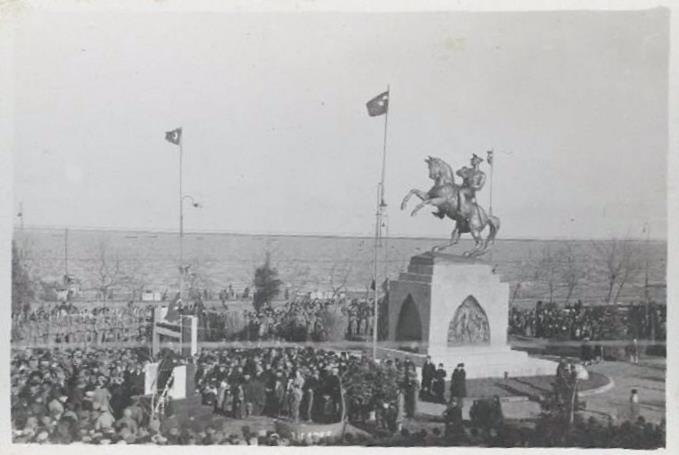
Feierlichkeiten zum Tag der Republik am 29. Oktober 1933

Das Onur Anıtı, auf Deutsch Denkmal der Ehre, im Atatürkpark des Stadtteils İlkadım der türkischen Hafenstadt Samsun ist der Landung des Staatsgründers der Türkei, Mustafa Kemal Atatürk, in Samsun am 19. Mai 1919 als Auftakt des Türkischen Befreiungskrieges gewidmet. (Der Name des Stadtteils ilk adım bedeutet übersetzt „der erste Schritt“ und bezieht sich ebenfalls auf dieses Ereignis.) Es trägt ein Reiterstandbild Atatürks, das vom österreichischen Architekten Heinrich Krippel entworfen wurde. Das Denkmal ist das Wahrzeichen der Stadt Samsun und ist sowohl auf dem Stadtwappen als auch auf dem Wappen des Sportklubs Samsunspor abgebildet.

## Geschichte
Das Reiterstandbild von Mustafâ Kemâl Pascha wurde 1927 vom Provinzgouverneur Samsuns, Kâzım Pascha, bei dem österreichischen Künstler und Bildhauer Heinrich Krippel in Auftrag gegeben; dieser hatte den Kunstwettbewerb um das Siegesdenkmal in Ankara gewonnen, das Atatürk auf einem Pferd sitzend abbildete. Die Herstellung der Bronzestatue fand von 1928 bis 1931 in Wien statt. Das Standbild wurde am 29. Oktober 1931, dem Tag der Republik, auf ihrem Sockel in Samsun aufgestellt. Das Ehrendenkmal wurde offiziell am 15. Januar 1932 eingeweiht. Es war das dreizehnte Denkmal für den türkischen Staatsgründer sowie Vorsitzenden der Republikanischen Volkspartei (CHP) und das vierte Kunstwerk Krippels in der Türkei.
Das Bronzestandbild ist insgesamt 4,75 Meter hoch, während das gesamte Denkmal 8,85 Meter hoch ist. Zusätzlich zum Gehalt des Künstlers von 5.500 US-Dollar kostete der Bau des Ehrendenkmals 37.000 US-Dollar.
Das Gießen der Bronzestatue wurde von den Vereinigten Metallwerken in Österreich durchgeführt. Die Statue wurde in 32 Einzelteilen, verpackt in Kisten, mit dem Stückgutfrachter DS Nicea der Deutschen Levante-Linie von Hamburg in die Türkei verfrachtet und kam am 15. Oktober 1931 in Samsun an.

## Bibliografie
- Kıvanç Osma: Cumhuriyet Dönemi Anıt Heykelleri (1923–1946). Atatürk Araştırma Merkezi, Ankara 2003, ISBN 975-16-1678-6 (türkisch).
- Oktay Aslanapa: Türkiye’de Avusturyalı Sanat Tarihçileri ve Sanatkarlar. Eren Yayıncılık, Istanbul 1993 (türkisch).